# Obrium clerulum
Obrium clerulum là một loài bọ cánh cứng trong họ Cerambycidae.